# Мандара (народ)
Манда́ра (самоназвание — вандала/vandala) — народ в Западной Африке.

## Общие сведения
Мандара населяют вместе с родственными матака, даба, гидар, гамергу и падуко горные районы Мандара и территорию между городами Мора и Маруа; живут также в приграничных районах Нигерии и Чада. Численность в Камеруне 660 тыс. человек, Нигерии 320 тыс. человек, Чад — 10 тыс. человек. Говорят на мандарском языке, чадской группы афро-азиатской семьи. Большинство мандара — мусульмане-сунниты, часть придерживается традиционных верований.

## История
В начале XVII века на севере нынешнего Камеруна образовалось раннефеодальное государство Мандара. В 1715 году правитель Мандары допустил в свою страну мусульманских проповедников, и Мандара стала султанатом.

## Хозяйство
Традиционное занятие — ручное земледелие, на горных склонах — террасное (просо, сорго, бобовые, арахис, рис, ямс), скотоводство (крупный и мелкий рогатый скот). Ремёсла — производство художественных изделий из металла (железа, бронзы, серебра), гончарное, ткацкое.
Поселения кучевые. Жильё — круглая хижина из камня или сырцового кирпича, с высокой конической крышей из уложенного ярусами соломы.
Традиционная одежда: рабочая — на бёдрах повязка у мужчин, кусок ткани обернут вокруг тела, у женщин; праздничная — туникообразная рубашка у мужчин и широкое пёстрое платье у женщин.
Еда преимущественно растительная (лепёшки, каши, похлёбки, острые приправы с перцем, чесноком, луком).

## Социальная организация
Основа социальной ячейки — большесемейная община, возглавляемая старейшиной. Счёт родства патрилинейный, брак патрилокальный; развита полигиния.

## Генетика
Частота встречаемости Y-хромосомной гаплогруппы A — 14 %, гаплогруппы R1b — до 65 %. Аномально высокая для Африки концентрация гаплогруппы R1b у мандара, как полагают, возникла как результат доисторического перемещения древнего евразийского населения обратно в Африку.